# Нова синагога (Ополе)

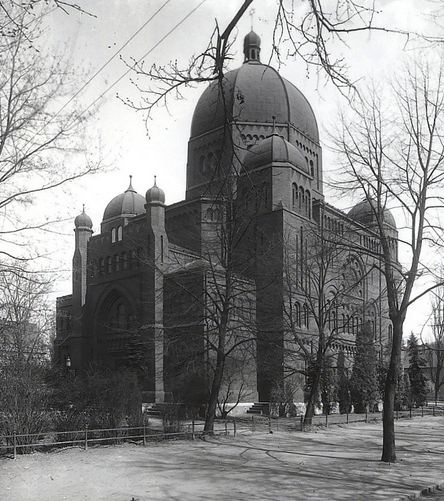
Світлина 1930 року

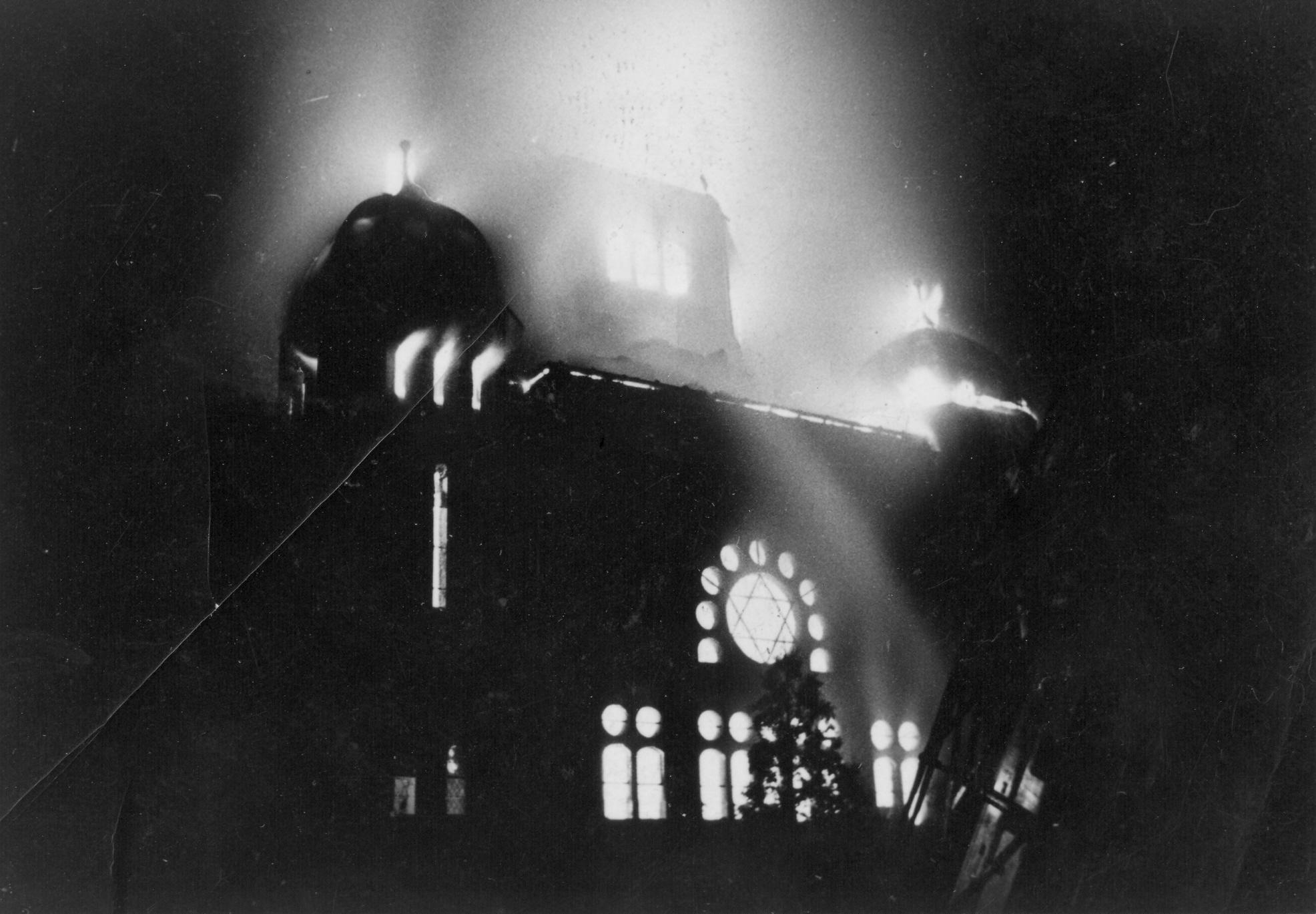
Синагога, підпалена у Кришталеву ніч 1938 року

Нова синагога в Ополі була збудована 1897 року (коли місто входило у склад Німецької імперії) та розташовувалася на виспі Пасєка на Гафенштрасе (зараз вулиця Пястовська). Її збудували в неомавританському стилі для місцевої громади (більшість членів якої належала до реформатського юдаїзму) за планами вроцлавського архітектора Фелікса Генрі. Вона замінила Стару синагогу на Шпітальній вулиці (до 1945 р. — Госпітальштрассе) в Ополі.

## Історія
Архітектор Генрі спочатку спроектував прибудову до старої синагоги на Госпітальштрассе в Старому місті Оппельна (зараз Ополе) у 1893 році. Але в тому ж році єврейська громада вирішила збудувати нову будівлю. У 1893 році було придбано власність у Вільгельмсталі на виспі Пасіка, яка у 1899 році увійшла до складу м. Оппельн.
Навесні 1894 року розпочалося будівництво нової синагоги. Відповідальним за виконання робіт був опольський майстер-муляр Е. Шмідт. Через сипучий і вологий ґрунт будівництво зіткнулося з труднощами і було завершено лише у 1897 році.
У понеділок, 21 червня 1897 року, відзначили прощальну вечірку в старій синагозі на Госпітальштрассе, після чого сувої Тори було перенесено до нової синагоги на Гафенштрассе. Наступного дня відбулася урочиста інавгурація синагоги.
З 1917 по 1928 рік Давід Брауншвайгер працював рабином в Ополі.
У ніч погрому 9 листопада 1938 р. нацисти змусили рабина Ганса Гіршберга підпалити синагогу власноруч. Руїни знесли до 1939 року.
У 1960-х на місці синагоги було збудовано шкільну будівлю. У 1998 році було встановлено меморіальну дошку.

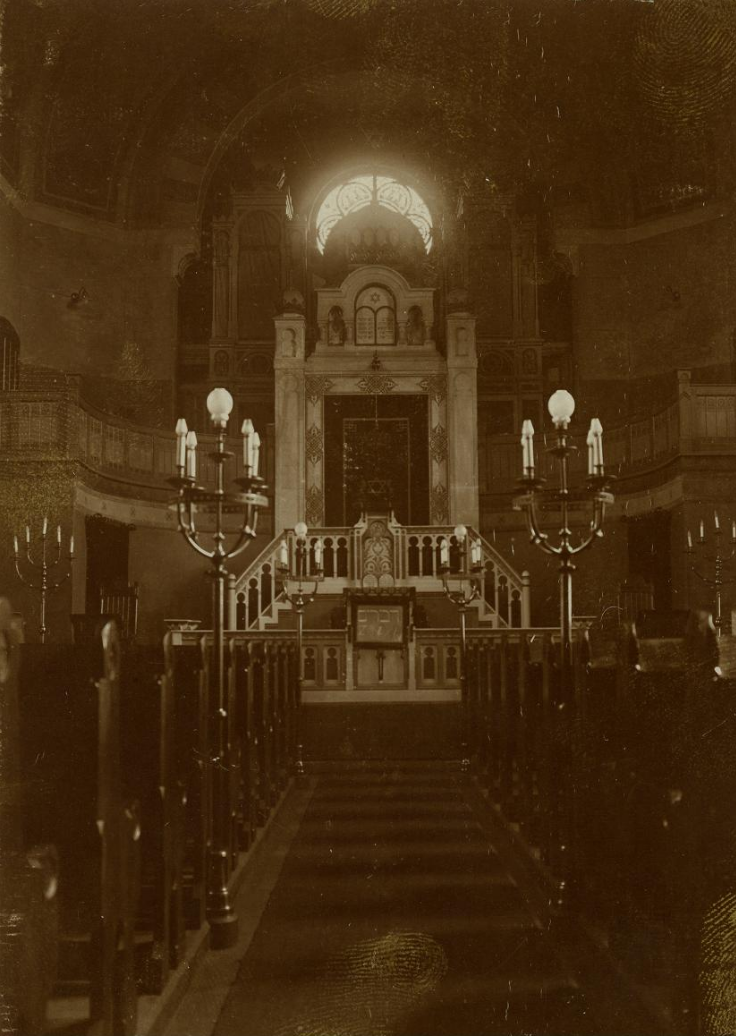
Внутрішній вигляд синагоги
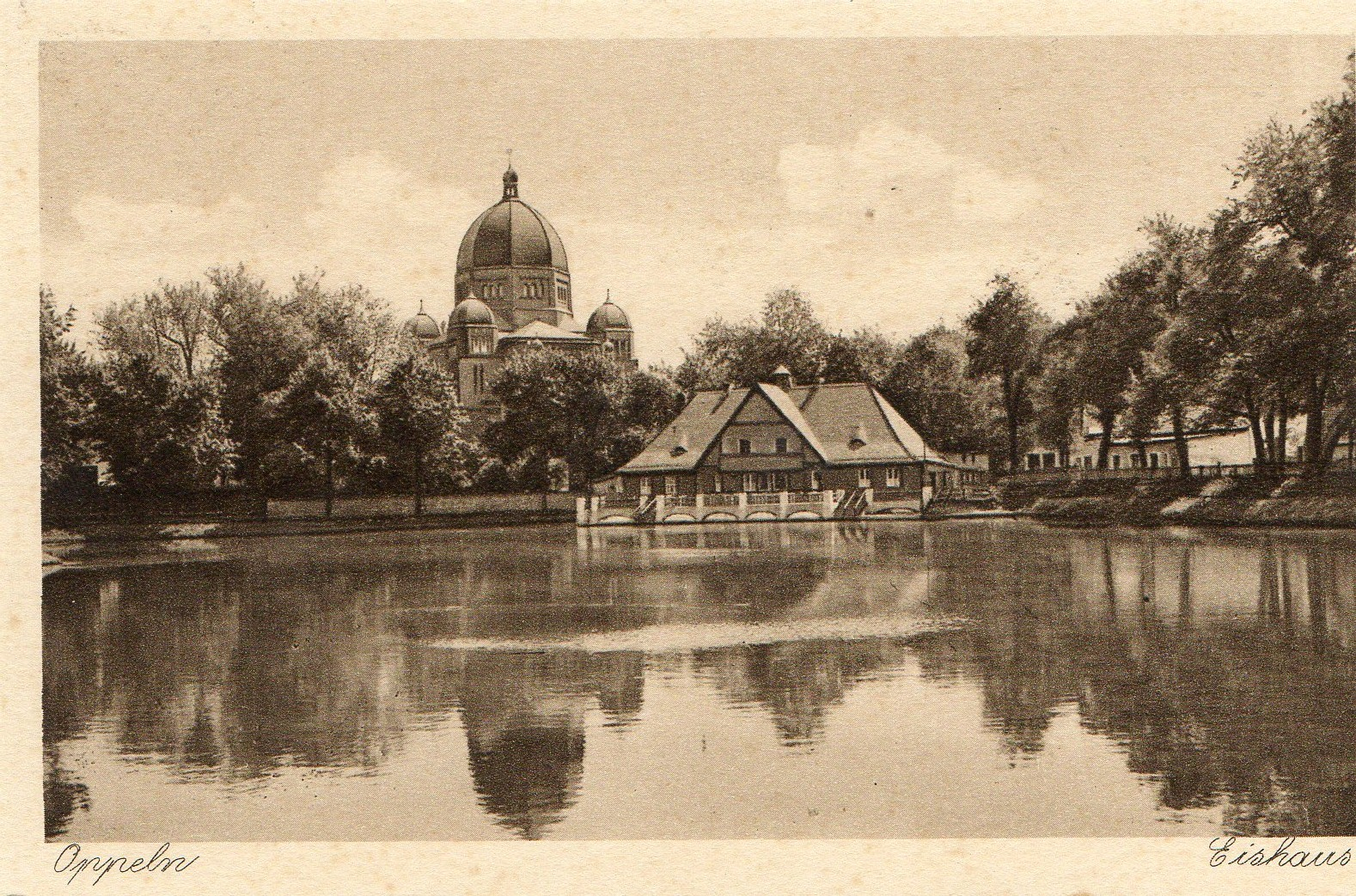
Вид з ставка (на передньому плані - Льодовий будинок)
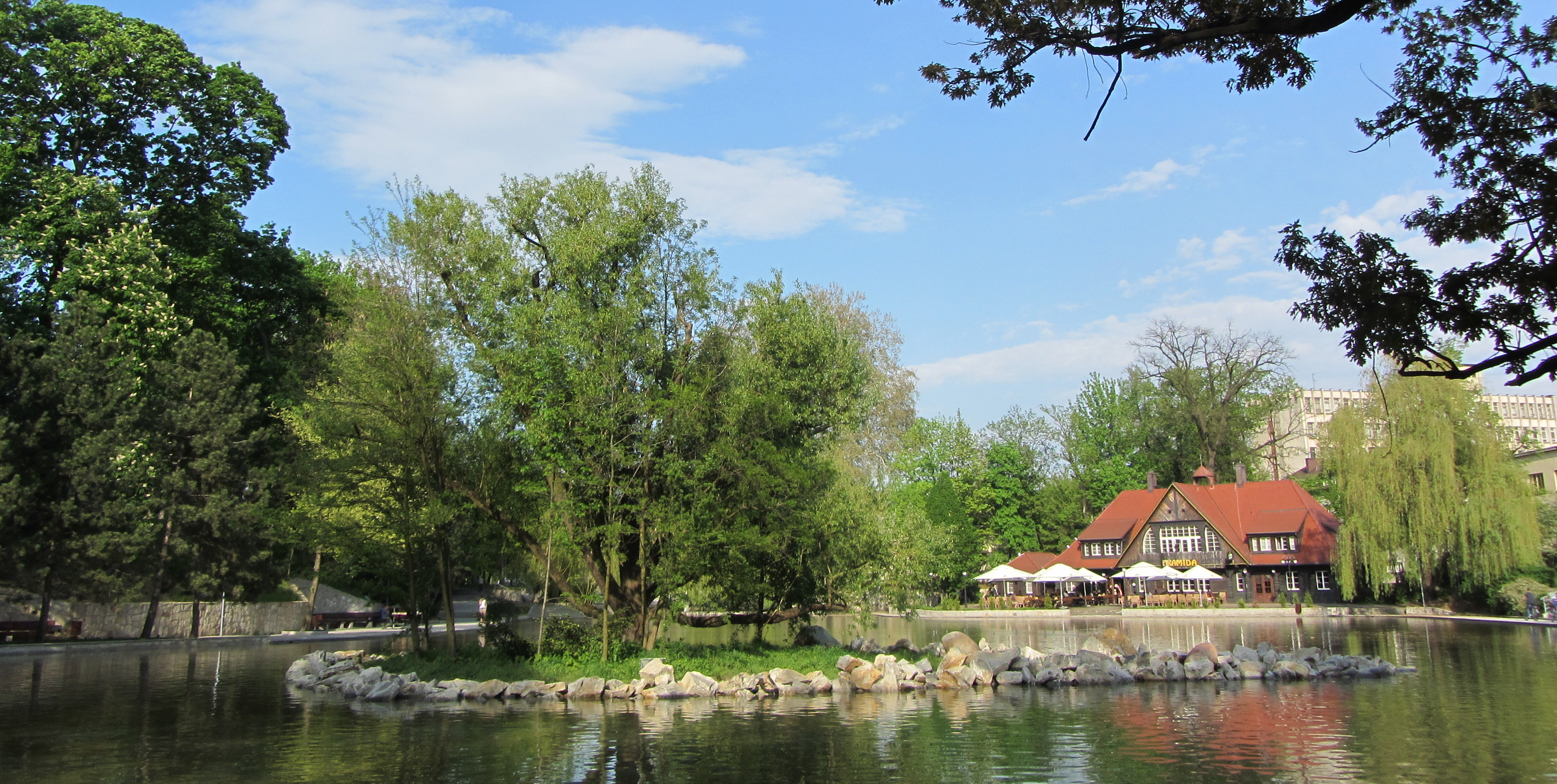
Сучасний вигляд ставка з тієї ж перспективи
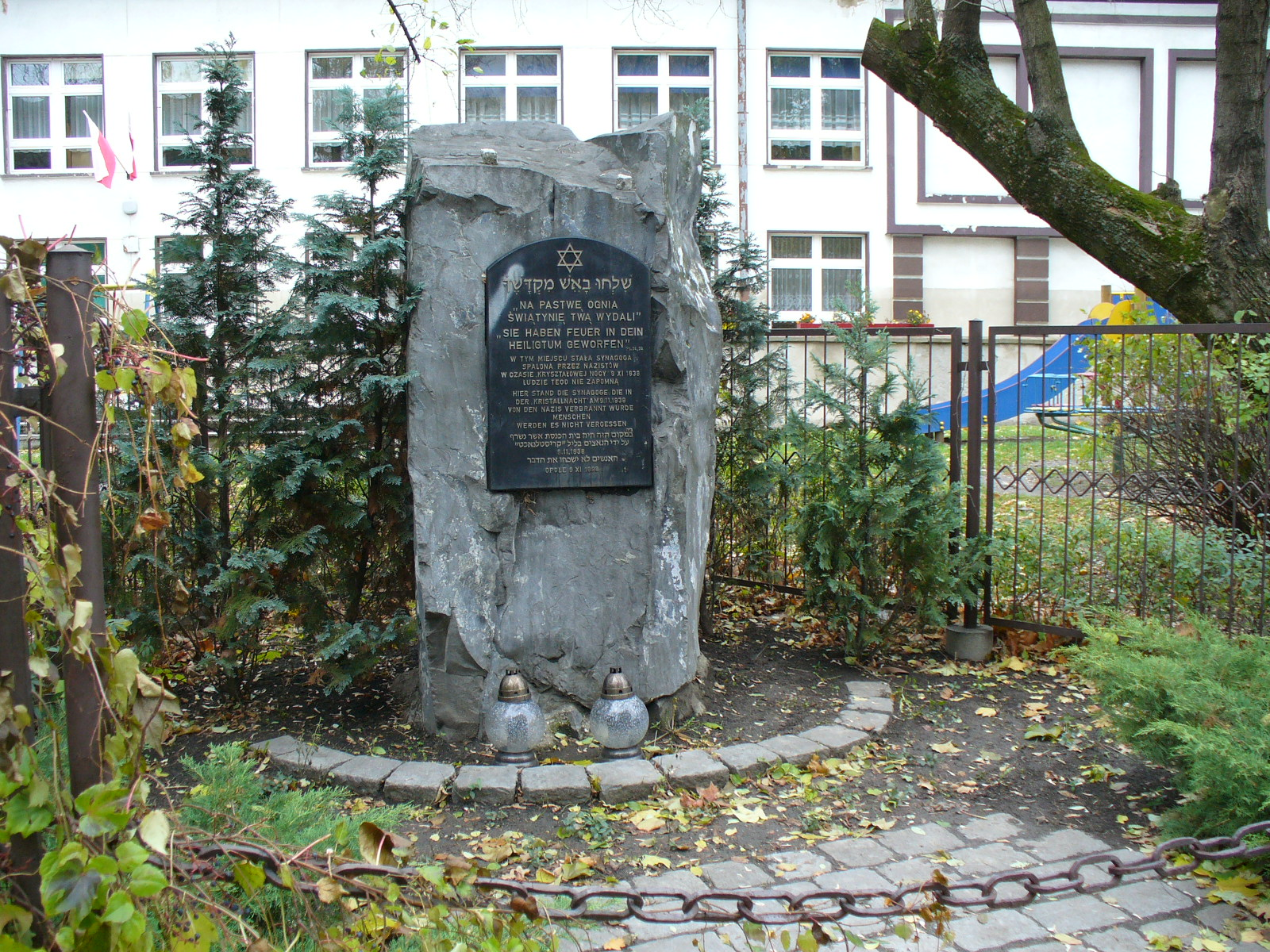
У 1998 році споруджено пам'ятний камінь
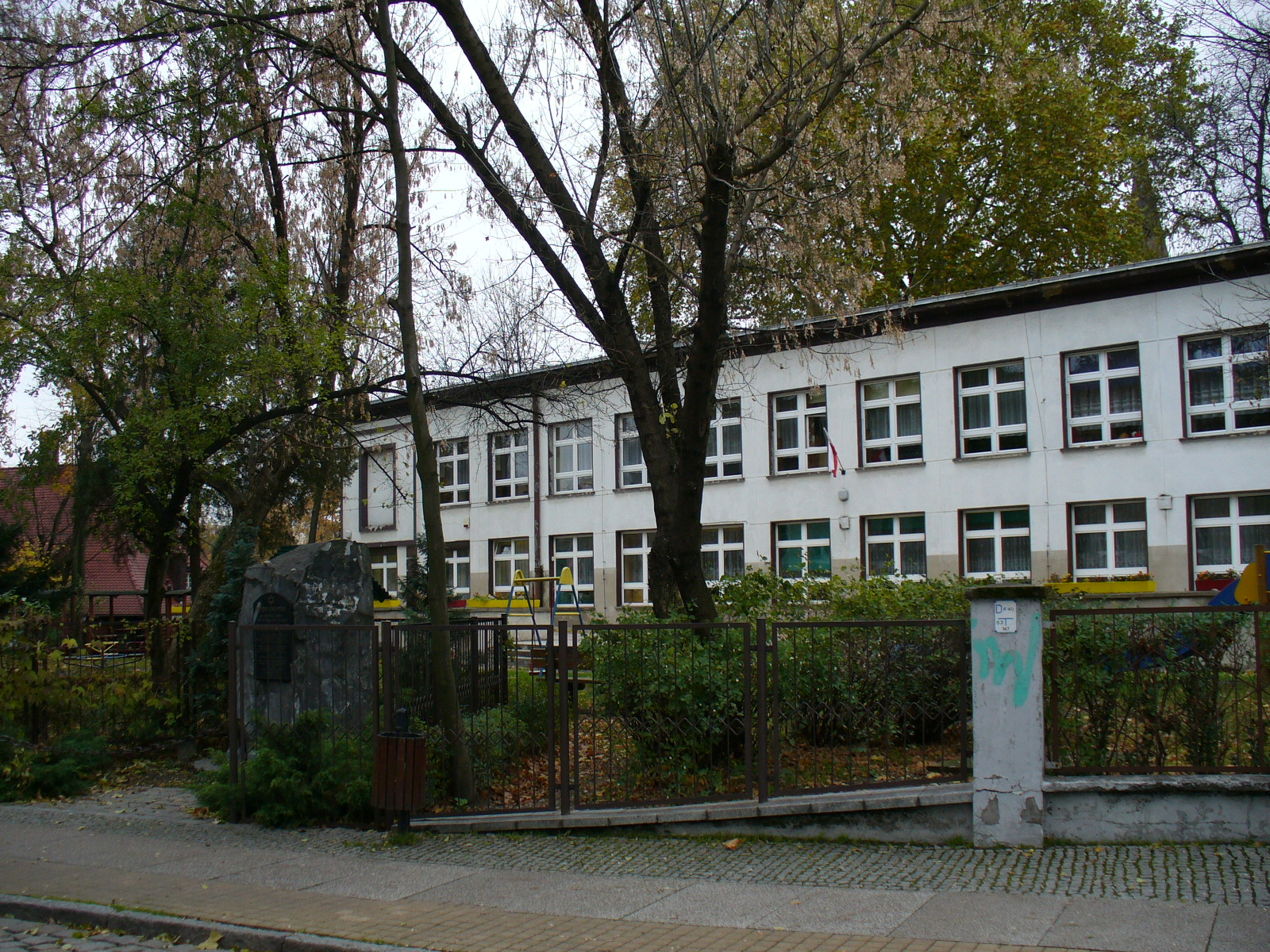
Сучасний вигляд місця, де була синагога